# Розклад Холецького
Розклад Холецького — представлення симетричної додатноозначеної матриці у вигляді {\displaystyle \ A=LL^{T},} де {\displaystyle \ L} — нижня трикутна матриця з додатніми елементами на діагоналі.
Для симетричних матриць розклад Холецького завжди існує і, для додатноозначених матриць, він єдиний. Для невід'ємновизначених матриць розклад не єдиний.
Для матриць з комплексними елементами: якщо {\displaystyle \ A} — додатноозначена ермітова матриця, то існує розклад {\displaystyle \ A=LL^{*}.}
Розклад названий в честь французького математика Андре-Луї Холецького (1875-1918).

## Алгоритм
Елементи матриці {\displaystyle \ L} можна обчислити, починаючи з верхнього лівого кута, за формулами:
{\displaystyle L_{ii}={\sqrt {A_{ii}-\sum _{k=1}^{i-1}L_{ik}^{2}}}}
{\displaystyle L_{ij}={\frac {1}{L_{jj}}}\left(A_{ij}-\sum _{k=1}^{j-1}L_{ik}L_{jk}\right)}, якщо {\displaystyle \ j<i}.
Вираз під коренем завжди додатній, якщо {\displaystyle A} — дійсна додатновизначена матриця.
Для комплекснозначних ермітових матриць використовуються формули:
{\displaystyle L_{ii}={\sqrt {A_{ii}-\sum _{k=1}^{i-1}L_{ik}L_{i,k}^{*}}}}
{\displaystyle L_{ij}={\frac {1}{L_{jj}}}\left(A_{ij}-\sum _{k=1}^{j-1}L_{ik}L_{jk}^{*}\right)}, якщо {\displaystyle \ j<i}.

## LDL-розклад
Пов'язаним із розкладом Холецького є LDL-розклад:
{\displaystyle \ A=LDL^{T}}
де {\displaystyle \ L} — одинична нижня трикутна матриця; {\displaystyle \ D} — діагональна матриця.
{\displaystyle D_{j}=A_{jj}-\sum _{k=1}^{j-1}L_{jk}^{2}D_{k}}
{\displaystyle L_{ij}={\frac {1}{D_{j}}}\left(A_{ij}-\sum _{k=1}^{j-1}L_{ik}L_{jk}D_{k}\right)}, якщо {\displaystyle \ j<i}.

## Застосування
Розклад Холецького може застосовуватись для розв'язку системи лінійних рівнянь {\displaystyle Ax=b} з симетричною додатноозначеною матрицею. Такі матриці часто виникають, наприклад, при використанні методу найменших квадратів чи числовому розв'язуванні диференціальних рівнянь.
Виконавши розклад {\displaystyle A=LL^{T}}, розв'язок {\displaystyle x} отримаємо послідовно розв'язавши дві трикутні СЛАР: {\displaystyle Ly=b} та {\displaystyle L^{T}x=y}. Такий спосіб розв'язку називають методом квадратних коренів. Порівняно з загальнішими методами: метод Гауса чи LU-розклад матриці, він стійкіший і потребує вдвічі менше арифметичних операцій.